# Irving Mills
Irving Mills (conosciuto anche come Joe Primrose) (New York, 16 gennaio 1894 – Palm Springs, 21 aprile 1985) è stato un produttore discografico di musica jazz statunitense.

## Biografia
Mills nacque a Manhattan da genitori ebrei. Insieme al fratello Jack costituì la Mills Music, agenzia con la quale pubblicò alcuni dei più celebri standard jazz di ogni tempo come ad esempio In a Sentimental Mood, Mood Indigo, (In My) Solitude, It Don't Mean a Thing (If It Ain't Got That Swing), Sophisticated Lady, Minnie the Moocher e altri. Il suo nome compare come autore in questi brani sia perché egli ne scrisse le parole, sia perché era in suo possesso il 50% dell'agenzia di Duke Ellington, il quale scriveva questi brani insieme ai suoi collaboratori, come ad esempio Billy Strayhorn. Quest'ultimo, insieme ad altri compositori quali Sammy Fain, Harry Barris, Gene Austin, Hoagy Carmichael, Jimmy McHugh, e Dorothy Fields fu scoperto proprio da Mills il quale, come produttore, lanciò nel mondo dello spettacolo anche artisti quali Cab Calloway, Duke Ellington, Ben Pollack, Jack Teagarden, Benny Goodman, Will Hudson, Raymond Scott, Red Nichols (al quale lo stesso Mills aggiunse il nome della band "and his Five Pennies") e molti altri. Mills non fu mai un vero musicista sebbene fosse un discreto cantante; le sue ambizioni da artista e il suo potere come produttore gli permisero di circondarsi di un nutrito gruppo di star come Tommy Dorsey, Jimmy Dorsey, Joe Venuti, Eddie Lang, Glenn Miller, Benny Goodman, e Red Nichols, che gli permisero di incidere un LP con il nome di Irving Mills and his Hotsy Totsy Gang.
Fu uno dei più prolifici produttori nella storia del jazz e, a causa della sua imparzialità razziale, fu definito "l'Abraham Lincoln della musica", in quanto molti dei suoi artisti erano di colore. Nella sua lunga vita (morì a 91 anni) pubblicò più di mille registrazioni.